# Vlăiculești
Vlăiculești – wieś w Rumunii, w okręgu Călărași, w gminie Ileana. W 2011 roku liczyła 188 mieszkańców.